# 1919 en Suisse
Chronologie de la Suisse
- 1915
- 1916
- 1917
- 1918
- 1919
- 1920
- 1921
- 1922
- 1923

Chronologie de la Suisse
1918 en Suisse - 1919 en Suisse - 1920 en Suisse

## Gouvernement au1erjanvier 1919
- Conseil fédéral[1]:
  - Gustave Ador PLS, président de la Confédération
  - Giuseppe Motta PDC, vice-président de la Confédération
  - Edmund Schulthess PRD
  - Robert Haab PRD
  - Eduard Müller PRD
  - Camille Decoppet PRD
  - Felix-Louis Calonder PRD

## Évènements
Dimanche 5 janvier
- Élection complémentaire au Conseil national en Argovie. Josef Jakob Strebel, candidat du Parti catholique conservateur, succède à son collègue de parti Emil Nietlispach.
- Une violente tempête fait des dégâts importants et déracinent des centaines d'arbres[2].

 Mercredi 8 janvier 
- Une ligne postale aérienne expérimentale est mise en service entre Zurich et Berne.

 Dimanche 2 février 
- Le Conseil fédéral proteste officiellement contre la mise à sac de la légation suisse de Petrograd (URSS).

 Samedi 22 février 
- Fondation de la Fédération suisse des travailleurs chrétiens-sociaux.

 Vendredi 28 février 
- Mise en service d’une ligne postale régulière entre Zurich et Lausanne.

 Samedi 8 mars 
- En raison de la pénurie, les lundis et vendredis sont décrétés jours sans viande dans les restaurants, les hôtels et les commerces.
- Né dans le canton de Zurich, le Parti évangélique suisse devient une formation politique nationale.

 Vendredi 14 mars 
- Première, à Lausanne, de La Gloire qui chante, poème dramatique de Gonzague de Reynold.

 Jeudi 20 mars 
- Le Conseil fédéral propose Genève comme siège de la Société des Nations.

 Lundi 24 mars
- Création de la Société suisse de psychanalyse.

 Mardi 8 avril 
- La ville de Genève est désignée comme siège de la Société des Nations.

 Mercredi 30 avril 
- Les PTT émettent premiers timbres du service postal aérien.

 Dimanche 4 mai 
- Votations fédérales. Le peuple approuve, par 399 131 oui (83,6 %) contre 78 260 non (16,4 %), le nouvel article constitutionnel sur la navigation.
- Votations fédérales. Le peuple approuve, par 307 528 oui (65,1 %) contre 165 119 non (34,9 %), l’article constitutionnel relatif à la perception d'un nouvel impôt de guerre extraordinaire.

 Vendredi 9 mai 
- Le pont suspendu du Gottéron, à Fribourg, s’effondre lors du passage d’un camion. Le véhicule et son chauffeur font une chute de 65 mètres.

 Dimanche 11 mai 
- Par 47 208 oui contre 11 248 non, les citoyens du Vorarlberg se prononcent en faveur d'un rattachement à la Suisse.

 Lundi 12 mai 
- Début à Zurich, deuxième congrès de la Ligue internationale de femmes pour la paix et la liberté.

 Dimanche 1er juin 
- Le Cirque Knie, qui se produisait jusqu’ici à ciel ouvert, dresse son premier chapiteau à Berne.

 Dimanche 8 juin 
- Célébration du centenaire de l’entrée du Valais dans la Confédération. À cette occasion, La Catherine, une sculpture de l’artiste James Vibert, est inaugurée sur la place de la Planta.

 Lundi 16 juin 
- Le Conseil fédéral refuse l’amnistie pour les organisateurs de la grève générale de novembre 1918.

 Vendredi 27 juin 
- Les Chambres fédérales acceptent la révision d'une loi sur le travail introduisant la semaine de 48 heures. Jusqu'ici, la loi autorisait 59 heures hebdomadaires de travail.

 Lundi 7 juillet 
- Les CFF inaugurent leur premier tronçon électrifié, entre Berne et Scherzlingen, près de Thoune.
- Décès à Dübendorf (ZH), à l’âge de 28 ans, du pilote Oskar Bider.

 Mercredi 16 juillet 
- Un incendie détruit le Grand Temple de La Chaux-de-Fonds (NE).

 Jeudi 17 juillet 
- À l’issue d’une grève nationale de trois jours, les typographes obtiennent la semaine de 44 heures.

 Jeudi 31 juillet 
- Grève générale à Bâle.

 Vendredi 1er août 
- Par solidarité avec les travailleurs bâlois, l’Union ouvrière de Zurich déclenche une grève générale.

 Samedi 2 août 
- Début, à Lucerne, de la Conférence socialiste internationale.

 Dimanche 10 août 
- Votations fédérales. Le peuple approuve, par 200 008 oui (71,6 %) contre 79 369 non (28,4 %), les dispositions transitoires pour l'application de l'article 73 de la constitution fédérale.

 Lundi 1er septembre 
- Fondation de la Fédération suisse des cheminots.
- Abrogation du rationnement du pain.

 Samedi 13 septembre 
- Les billets de cinq francs sont retirés de la circulation et remplacés par des pièces de monnaie.

 Vendredi 26 septembre 
- Gustave Ador annonce sa démission du Conseil fédéral.

 Mercredi 1er octobre 
- Premiers cours des universités populaires en Suisse.

 Mardi 23 octobre 
- Le Liechtenstein confie à la Suisse la représentation de ses intérêts étrangers.

 Dimanche 26 octobre 
- Élections au Conseil national. Le renouvellement de la Chambre basse s’effectue pour la première fois au système proportionnel marque la fin de l'hégémonie des radicaux qui perdent la majorité absolue des sièges. Ces derniers perdent 40 sièges, leur représentation passant de 101 à 61 députés. Le Parti des paysans, artisans et bourgeois gagne 28 sièges et les socialistes 21. Les conservateurs-catholiques conservent leurs 41 représentants.

 Mercredi 19 novembre 
- Le Conseil national approuve l’entrée de la Suisse à la Société des Nations, sous réserve de l’adhésion des États-Unis et de leur ratification du Traité de Versailles.

 Dimanche 30 novembre 
- Fondation de la Fédération suisse des cheminots.

 Jeudi 11 décembre 
- Élection au Conseil fédéral de Karl Scheurer (PRD, BE), Ernest Chuard (PRD, VD) et Jean-Marie Musy (PDC, FR). Avec l’élection de Jean-Marie Musy, les conservateurs-catholiques occupent un deuxième siège au Conseil fédéral.

 Lundi 15 décembre 
- Fondation à Lausanne de la coopérative du Comptoir suisse.

## Décès
Vendredi 21 mars 
- Décès à Wädenswil (ZH), à l’âge de 29 ans, du poète Karl Stamm.

 Dimanche 4 mai 
- Décès à Lausanne, à l’âge de 63 ans, d’Ida Bindschedler, auteur de livres pour enfants.

 Mercredi 14 mai 
- Décès à Lausanne, à l’âge de 27 ans, du pilote Ernest Failloubaz.

 Lundi 26 mai 
- Décès à Lausanne, à l’âge de 71 ans, du juriste Georges Favey, ancien président de la cour pénale du Tribunal fédéral.

 Mardi 27 mai 
- Décès à Berlin, à l’âge de 90 ans, du botaniste Simon Schwendener.

 Samedi 19 juillet 
- Décès à Zurich, à l’âge de 71 ans, du sculpteur suisse Richard Kissling, auteur de la statue de Guillaume Tell à Altdorf (UR).

 Mardi 22 juillet 
- Décès à Lausanne, à l’âge de 40 ans, du peintre Edouard Morerod.

 Samedi 25 octobre 
- Décès à l’âge de 65 ans, de l’ancien conseiller fédéral Eugène Ruffy (PRD, VD).

 Mardi 4 novembre 
- Décès, à l’âge de 84 ans, du chocolatier Daniel Peter.

 Dimanche 9 novembre 
- Décès à Berne, à l’âge de 71 ans, du conseiller fédéral Eduard Müller (PRD, BE)
- Décès à Budapest, à l’âge de 65 ans, du chocolatier d’origine genevoise Émile Gerbeaud, fondateur d’un café-confiserie dans la capitale hongroise.

 Samedi 15 novembre 
- Décès à Zurich, à l’âge de 53 ans, du chimiste Alfred Werner, prix Nobel en 1913.

 Vendredi 12 décembre 
- Décès à Vevey (VD), à l’âge de 51 ans, de l’industriel Maurice Guigoz, propriétaire de la fabrique de lait en poudre homonyme.